# Sam Comer
Sam Comer (13 juillet 1893 — 27 décembre 1974) est un chef décorateur américain qui travailla dans presque 300 films durant sa carrière qui s'étend sur quarante ans. Il a gagné quatre Oscars et a été nommé pour 22 autres dans la catégorie meilleure direction artistique.
Il est le père de l'actrice Anjanette Comer (née en 1939).

## Distinctions
Oscar des meilleurs décors

### Récompenses
- La Rose tatouée (1955)
- Boulevard du crépuscule (1950)
- Samson et Dalila (1949)
- L'aventure vient de la mer (1944)

### Nominations
- Le Plus Sauvage d'entre tous (1963)
- Love with the Proper Stranger (1963)
- Come Blow Your Horn (1963)
- The Pigeon That Took Rome (1962)
- Breakfast at Tiffany's (1961)
- Été et Fumées (1961)
- Visit to a Small Planet (1960)
- C'est arrivé à Naples (1960)
- En lettres de feu (1959)
- Vertigo (1958)
- Funny Face (1957)
- The Proud and Profane (1956)
- Les Dix Commandements (1956)
- La Main au collet (1955)
- Une fille de la province (1954)
- Sabrina (1954)
- Red Garters (1954)
- La Duchesse des bas-fonds (1945)
- Le Poids d'un mensonge (1945)
- La Dangereuse Aventure (1943)
- Mon secrétaire travaille la nuit (Take a Letter, Darling) (1942)
- Hold Back the Dawn (1941)